# Undead Girl Murder Farce
Undead Girl Murder Farce (jap. アンデッドガール・マーダーファルス) ist eine japanische Romanserie von Yugo Aosaki, die seit 2015 erscheint. Die Geschichte wurde als Manga und als Anime adaptiert und spielt in einer Welt Ende des 19. Jahrhunderts, in der Monster gejagt und ausgerottet werden. Ein halb-Oni und eine Unsterbliche begeben sich gemeinsam auf die Jagd nach dem gestohlenen Körper der unsterblichen Detektivin.

## Inhalt
Ende des 19. Jahrhunderts hat die Menschheit die Mittel, die Monster, die bisher unter ihnen leben, auszurotten. Jäger werden entsandt, die Oger, Vampire, Werwölfe und andere Bestien zu töten, die bisher eine große Gefahr darstellten. In Japan verdient sich Tsugaru Shin'uchi (真打 津軽) als Kämpfer gegen Monster in Zirkus-artigen Veranstaltungen sein Geld. Unter dem Jubel des Publikums tötet der die für ihn gefangenen Monster. Tatsächlich ist er jedoch selbst ein halber Oni, was ihm erst die Kraft gibt, andere Monster zu töten. Er weiß, dass der Oni in ihm eines Tages seinen Verstand übernehmen und er in Raserei verfallen wird – während einer Vorführung wird er dann seinen Chef und das blutdürstige Publikum töten und sich so an ihnen rächen. Doch da begegnet er Aya Rindō (輪堂 鴉夜). Die Detektivin hat ihren Körper verloren und hat nur noch ihren Kopf, der von ihrer Dienerin Shizuku Hasei (馳井 静句) in einem Vogelkäfig befördert wird. Die Unsterbliche verspricht Tsugaru, seinen Oni-Anteil zu unterdrücken und damit sein Leben zu verlängern, wenn er ihr hilft ihren Körper zurückzuerlangen, der von einem geheimnisvollen Mann aus Europa gestohlen wurde. So begeben sie sich zu dritt auf die Reise, bei der sie immer wieder auf eine junge Journalistin treffen, die sie schon aus Japan kennen. 
Zunächst kommen sie in Frankreich auf dem Schloss des Vampirs Godard an. Er will in Frieden mit den Menschen leben und soll daher nicht gejagt werden. Doch nicht alle Menschen trauen ihm. Als die drei Detektive eintreffen, wurde gerade Godards Frau ermordet. Aya Rindō bietet ihre Unterstützung an und kommt schnell zum Schluss, dass ein Bewohner des Schlosses die Tat begangen haben muss. Schließlich entlarvt sie einen der Söhne als Täter, der das friedliche Leben mit Menschen ablehnt. Eine Spur führt sie weiter nach London, wo der Dieb Arsène Lupin angekündigt hat, den wertvollsten Besitz von Phileas Fogg zu stehlen: Die „vorletzte Nacht“, ein schwarzer Diamant. Die drei Detektive sollen den Diebstahl vereiteln, sind dabei aber nicht allein. Auch Sherlock Holmes wurde angeheuert sowie die Versicherungsgesellschaft Lloyd’s mit ihren außergewöhnlichen Agenten. Als der Zeitpunkt der angekündigten Tat kommt, bringt Lupin mit der Unterstützung des Phantoms der Oper mit allerlei Tricks den Diamanten an sich. Es kommt zum Kampf auf Foggs Anwesen, in den sich auch eine weitere, plötzlich auftauchende Gruppe einmischt. Diese besteht aus Monstern und außergewöhnlich kämpfenden Menschen. Und auch die beiden Agenten von Lloyd’s kämpfen auf eigene Rechnung um den Besitz des Diamanten. Am Ende können Aya Rindō und Tsugaru den Diamanten retten. Die Gruppe von Monstern wird von Professor Moriarty als dessen neue Verbrecherbande „Bankett“ vorgestellt, die sich jedoch zurückziehen muss. Moriarty war auch der Mann, der Rindōs Körper gestohlen hat. Seit er von Holmes vermeintlich besiegt worden war, sammelte er Monster und Kämpfer um sich und erschuf durch Experimente Mischwesen. Daraus entstand Jack the Ripper, den er mit einem Oni und weiteren Monstern erfolgreich verbunden hat und der ihm nun ergeben ist. Tsugaru entstand ebenfalls durch diese Experimente, konnte aber fliehen. Moriarty wollte den Diamanten, weil sich mit ihm Werwölfe finden lassen sollen, die er für weitere Experimente will. Lloyd’s wollte mit dem Diamanten die Werwölfe ausrotten.
Da sie nun eigenen gemeinsamen Gegner haben, werden die drei Detektive von Fogg und Holmes mit dem Diamanten ausgestattet und in die Alpen entsandt, um das Dorf der Werwölfe vor den anderen zu finden. Auch im letzten Dorf der Menschen, Heulendorf, fanden zuletzt Morde statt. Kleine Mädchen wurden entführt und kurz darauf mit Werwolfspuren tot aufgefunden. Aya Rindō verspricht, die Taten aufzuklären, wenn sie dafür Hinweise auf das Dorf der Werwölfe erhält. Gegen den Widerstand der misstrauischen Dorfbewohner kann sie schließlich eine am Rand des Dorfes wohnende Künstlerin als Täterin identifizieren, doch die flieht und Shizuku wird den Wasserfall heruntergespült. Die beiden anderen und die inzwischen angekommenen Agenten von Lloyd’s machen sich mit den erhaltenen Hinweisen auf dem Weg zum Werwolfdorf Wolfenhöhle. Dort wurde Shizuku angespült und von drei Frauen gepflegt, ist als Mensch aber in Gefahr, von den anderen getötet zu werden. Auch hier geschahen Morde und als sie gefasst wird, verdächtigen die Werwölfe sie. Auch den ankommenden Detektiven trauen die Wölfe nicht, auch wenn die helfen wollen. Schließlich kommen auch die Agenten sowie die Kämpfer von Bankett in Wolfenhöhle an, die auch die Bewohner von Heulendorf herführen. Es kommt zum erbitterten Kampf zwischen den Gruppen, den die drei Detektive zu beenden versuchen. Schließlich kann Aya die Fälle allesamt aufklären und damit den Kampf der Werwölfe gegen die Dorfbewohner beenden: Ein Mädchen der Werwölfe musste aus dem Dorf zu den Menschen fliehen, als ihre Mutter dort hingerichtet wurde. Sie wuchs unter den Menschen auf, die sie jedoch vertrieben, als ihre Identität herauskam. SO kehrte sie zu den Werwölfen zurück und begann bald ein heimliches Doppelleben in beiden Dörfern. Sie rächte sich an den Menschen, deren Töchter sie tötete, und verhalf Mädchen aus dem Werwolfdorf zur Flucht, um sie vor den rauen Sitten des Dorfes zu bewahren. Nach der Klärung des Falls begeben sich die Drei wieder nach London, denn das Monster Victor von Bankett gab ihnen den Tipp, dass Aya Rindōs Körper dort zu finden ist.

## Buch-Veröffentlichungen
Die Romanreihe erscheint seit Dezember 2015 beim Verlag Kodansha. Zuletzt erschien im Juli 2023 der vierte Band. Beim gleichen Verlag wurde eine Adaption als Manga veröffentlicht, geschrieben von Yugo Aosaki und gezeichnet von Haruka Tomoyama. Die Serie startete zunächst im Juli 2016 im Magazin Gekkan Shōnen Sirius. Im Juli 2017 wechselte der Manga ins Magazin Nemesis, das im August 2018 eingestellt wurde. Seither wird die Serie im Online-Magazin Comic Days herausgegeben. Die Einzelkapitel erschienen auch gesammelt in bisher sieben Bänden. Eine englische Fassung erschien beim amerikanischen Ableger von Kodansha.

## Animeserie
Eine Adaption als Anime entstand beim Studio Lapin Track unter der Regie von Mamoru Hatakeyama. Produzent war Hana Sugawara von Fuji TV, wo die Serie später auch ausgestrahlt wurde. Hauptautor der 13 Folgen war Noboru Takagi. Das Charakterdesign entwarf Noriko Itō und für die künstlerische Leitung waren Riku Satō und Teru Sekiguchi verantwortlich. Die 3D-Animationen leitete Tomohiko Kan und für die Kameraführung war Tomoyuki Shiokawa zuständig. Kazuhiro Wakabayashi leitete die Tonarbeiten.
Der Anime wurde erstmals im März 2023 angekündigt. Die Serie wurde vom 5. Juli bis 28. September 2023 von Fuji TV in Japan gezeigt. Parallel dazu erfolgte die internationale Veröffentlichung als Undead Murder Farce bei Crunchyroll, mit Untertiteln unter anderem auf Deutsch und Englisch. 

### Synchronisation
| Rolle             | japanischer Sprecher (Seiyū) |
| ----------------- | ---------------------------- |
| Tsugaru Shin'uchi | Taku Yashiro                 |
| Aya Rindō         | Tomoyo Kurosawa              |
| Shizuku Hasei     | Makoto Koichi                |

### Musik
Die Musik der Serie wurde komponiert von Yuma Yamaguchi. Der Vorspanntitel ist Crack – Crack – Crackle von Class:y und der Abspann ist unterlegt mit Reversal von Anna.